# La Nuit des rois
La Nuit des rois es una película de drama y fantasía dirigido por Philippe Lacôte y estrenado en 2020. La película está producida por Delphine Jaquet (Banshee Films, Francia), Yanick Letourneau (Peripheria, Canadá), Ernest Konan (Wassakara Productions, Côte d'Ivoire) y Yoro Mbaye (Yennenga Production, Senegal). Fue seleccionada como la entrada de Costa de Marfil a la Mejor Película Internacional en los 93.ª edición de los Premios Óscar llegando a la lista de quince películas finalistas, pero no llegó a ser nominada. La película también está nominada a Mejor película internacional en el Independent Spirit Award 2021.
El elenco incluye a Koné Bakary, Isaka Sawadogo, Steve Tientcheu, Rasmané Ouédraogo, Abdoul Karim Konaté, Nubel Feliz Yan, Laetitia Ky y Denis Lavant.
Anunciada en 2017 con el título provisional Zama King, la película se estrenó en la 77.ª edición del Festival Internacional de Cine de Venecia, con una proyección de seguimiento en el Festival Internacional de Cine de Toronto de 2020 donde ganó el premio Amplify Voices Award. La película fue una de las dos películas presentadas en la sección Spotlight del Festival de Cine de Sundance 2021. Ganó el Premio del Círculo de Críticos de Cine Negro a la Mejor Película Internacional, el Premio de la Asociación de Críticos de Cine Afroamericanos a la Mejor Película Extranjera y los Premios NAACP Image 2021 a la Mejor Película Internacional.

## Argumento
En la infame Prisión MACA de Costa de Marfil, los reclusos tienen el control y han establecido su propio conjunto de reglas. Una de estas reglas establece que si el Dangôro, o Rey preso, está demasiado enfermo para gobernar, debe quitarse la vida. El enfermo Dangôro Blackbeard es presionado para suicidarse por su subordinado Lass, quien busca convertirse en Dangôro después de Blackbeard. Con la esperanza de posponer su muerte apaciguando a los prisioneros, Barbanegra dice que nombrará a un nuevo romano, un griot instruido para contar historias a la población durante la próxima luna roja. Un nuevo preso, ladrón y miembro de la pandilla "Microbio", llega al MACA y es asignado al bloque de celdas de Barbanegra. Barbanegra habla con el recién llegado y lo elige como romano.
Una vez que sale la luna roja, los prisioneros se reúnen alrededor de Roman para escuchar y ocasionalmente representar partes de su historia. Inicialmente vacilante, Roman cuenta la historia de la muerte de Zama King, el líder de los Microbios. Durante un descanso para comer, se le advierte a Roman en secreto que debe continuar con la historia hasta la mañana, o lo matarán. Cuando Roman reanuda su historia, cuenta una historia muy adornada de los primeros años de vida de Zama King: después de la muerte de su madre, Zama es criado por su padre Soni, un mendigo ciego. Soni se convierte en consejero de una reina local después de convencerla de que tiene poderes místicos. La historia se ve interrumpida por el asesinato de Koby, uno de los confidentes de Barbanegra. Después de un período de duelo, Barbanegra y Half-Mad, su segundo al mando, hablan en privado. Half-Mad le pide a Barbanegra que lo nombre como el próximo Dangôro. Después de que Half-Mad se va, Roman le ruega a Barbanegra que cancele la tradición de contar historias. Sin embargo, Barbanegra se niega y dice que quiere derramar sangre por última vez. Posteriormente, Barbanegra acepta su destino y se ahoga en un tanque de agua.
Roman continúa su historia: después de no poder llevar a la reina a la victoria en una guerra contra su hermano, Soni se disfraza y huye con Zama, instalándose en el barrio pobre Lawless Quarter de Abiyán . Tras la crisis postelectoral y la detención de Laurent Gbagbo, Zama se convierte en un aliado cercano del nuevo gobierno y funda los Microbios. Más tarde, Zama es rodeada por una multitud enojada y es asesinada con un collar, poniendo así fin a la historia.
Al darse cuenta de que la mañana aún no ha llegado, Roman afirma que la historia tiene un final inesperado e intenta explicar que Zama era un expósito. Half-Mad acusa a Roman de demorarse y se prepara para matarlo. Sin embargo, Roman se salva cuando estalla una pelea entre Lass, Half-Mad y sus seguidores. Para evitar que la pelea se intensifique, el director de la prisión Nivaquine dispara a la multitud con una pistola y mata a varios prisioneros, incluido Half-Mad. En el patio de la prisión, Roman ve salir el sol.

## Lanzamiento
Neon adquirió los derechos estadounidenses de la película en septiembre de 2020.
La Nuit des rois se estrenó en los Estados Unidos en cines y cines virtuales el 26 de febrero de 2021 y en video bajo demanda el 5 de marzo de 2021. La película se estrenó en Canadá el 12 de marzo de 2021.

## Recepción de la crítica
El sitio web del agregador de reseñas Rotten Tomatoes le asigno a la película un 96% de aprobación basada en 104 reseñas. Su consenso crítico dice: "Una fábula inquieta y fascinante, La Nuit des rois ve al escritor y director Philippe Lacôte en pleno dominio de su oficio".
Metacritic asigna a La Nuit des rois una puntuación media de 83 sobre 100 basada en 21 reseñas, lo que indica "aclamación de la crítica".
Fue galardonada con el Premio del Jurado de la Juventud en la 50.ª edición del Festival Internacional de Cine de Róterdam.
La película fue nominada a los Premios Tiantan en el 11.ª edición del Festival Internacional de Cine de Beijing, que se realizará del 21 al 29 de septiembre de 2021.
Fue nominada al Canadian Screen Award a la Mejor Película, y Aube Foglia fue nominada a la Mejor Edición, en la 10.ª edición de los Canadian Screen Awards en 2022.